# Робота іноземців у США
Робота іноземців у Сполучених Штатах Америки має обмежене право.
Працевлаштування іноземців регулюється такими законами США:
- Кодекс федеральних законів США «Про працю».
- Закон США «Про імміграцію і громадянство» від 1952 року.
- Закон США «Про протидію імміграції за фіктивними шлюбами» від 1986 року.
- Закон США «Про імміграцію» від 1990 року.
- Закон США «Про реформу механізмів протидії нелегальній імміграції та відповідальність іммігрантів» від 1996 року.

Законодавством передбачено два види віз для отримання роботи: тимчасова віза та постійне перебування.

## Постійна імміграція
Для постійної імміграції щорічно виділяється 140 000 віз, що поділені на 5 категорій, до кожної з них встановлені обмеження.
Категорії:
- Особи з надзвичайними здібностями в галузі мистецтва, науки, освіти, бізнесу або спорту; видатні професори і дослідники, деякі багатонаціональні керівники. Ліміт — 40 000;
- Представники професій з високим ступенем професіоналізму або особи з унікальними здібностями в області мистецтва, науки, бізнесу. Ліміт — 40 000;
- Кваліфіковані робітники з принаймні дворічним стажем чи досвідом, фахівці з вищою освітою або інша некваліфікована робоча сила, яка не є тимчасовою чи сезонною. Ліміт — 40 000;
- Певні «спеціальні іммігранти», в тому числі релігійні робітники, працівники посад дипломатичної служби США та колишні співробітники уряду США. Ліміт — 10 000;
- Особи, які інвестують від $ 500,000 до $ 1 мільйона в підприємства, де будуть створені нові робочі місця та принаймні 10 американських працівників будуть працевлаштовані на повний робочий день. Ліміт — 10 000.

## Тимчасова віза
Кваліфіковані іноземні працівники можуть отримати роботу в США на тимчасовій або постійній основі. Передбачено більше ніж 20 типів віз для тимчасових працівників. У деяких з цих категоріях є обмеження на кількість віз.
Робота можлива тільки за умови наявності запрошення від роботодавця з США (іноземець має право працювати тільки у нього) або після отримання дозволу на введення певної самостійної діяльності.
Дозвіл на роботу дає Міністерство праці після отримання гарантії компанії-роботодавця і сплати нею визначеною законодавством суми грошей.
Для отримання робочої візи іноземний працівник звертається до консульства США, де перевіряється чи відповідає мета в'їзду та сам працівник критеріям допуску в США.
Наступна перевірка відбувається у пунктах пропуску до США. Там визначається рівень кваліфікації, визначається термін перебування у США та статус візи. Якщо працівник перевищить визначений термін перебування у США, то йому буде заборонений в'їзд до країни на 3 роки. Якщо іноземець повторно працював нелегально більше року, то в'їзд буде заборонений на 10 років.